# Champeaux (Ille-et-Vilaine)
Champeaux is een plaats en gemeente in Frankrijk, in Bretagne.
Champeaux is dankzij het huis d'Espinay tot bloei gekomen, ongeveer vanaf 1400. De kerk de Sainte-Marie Madeleine is gebouwd in de 15e en 16e eeuw. In de kerk bevinden zich 16e-eeuwse koorstoelen met houtsnijwerk en het renaissancegraf van Guy III d’Espinay en zijn vrouw. De voormalige kloostergebouwen vormen tegenwoordig het dorpsplein van het plaatsje.

## Geografie
De oppervlakte van Champeaux bedraagt 9,8 km².
De onderstaande kaart toont de ligging van Champeaux (Ille-et-Vilaine) met de belangrijkste infrastructuur en aangrenzende gemeenten.

## Demografie
Onderstaande figuur toont het verloop van het inwonertal, bron: INSEE-tellingen. 

## Afbeeldingen

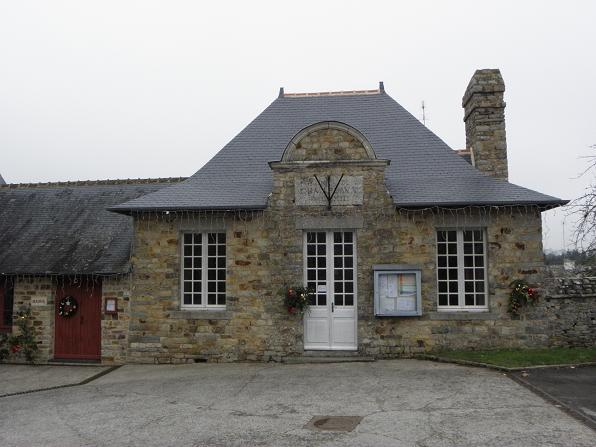
Gemeentehuis
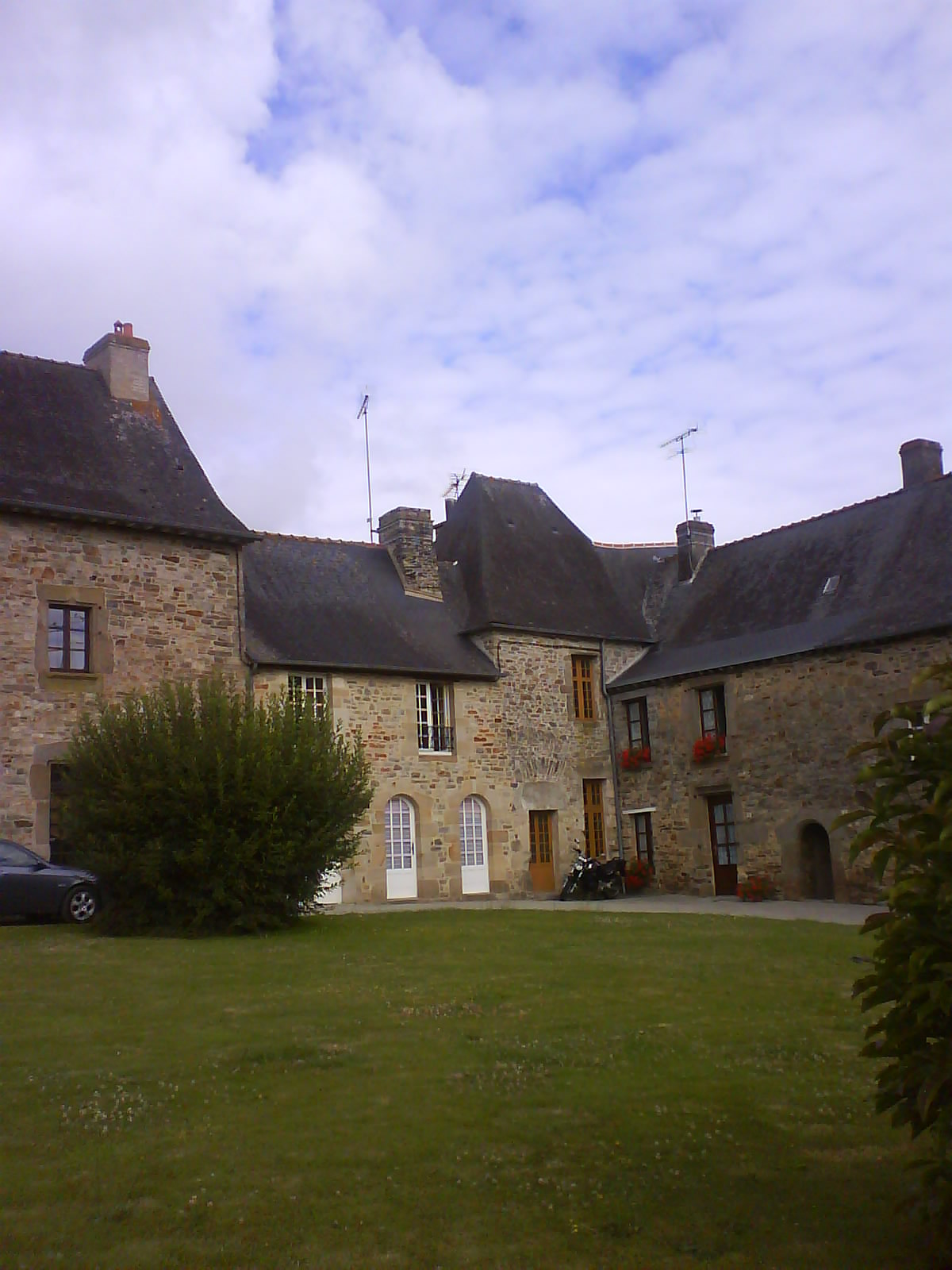
Voormalig klooster
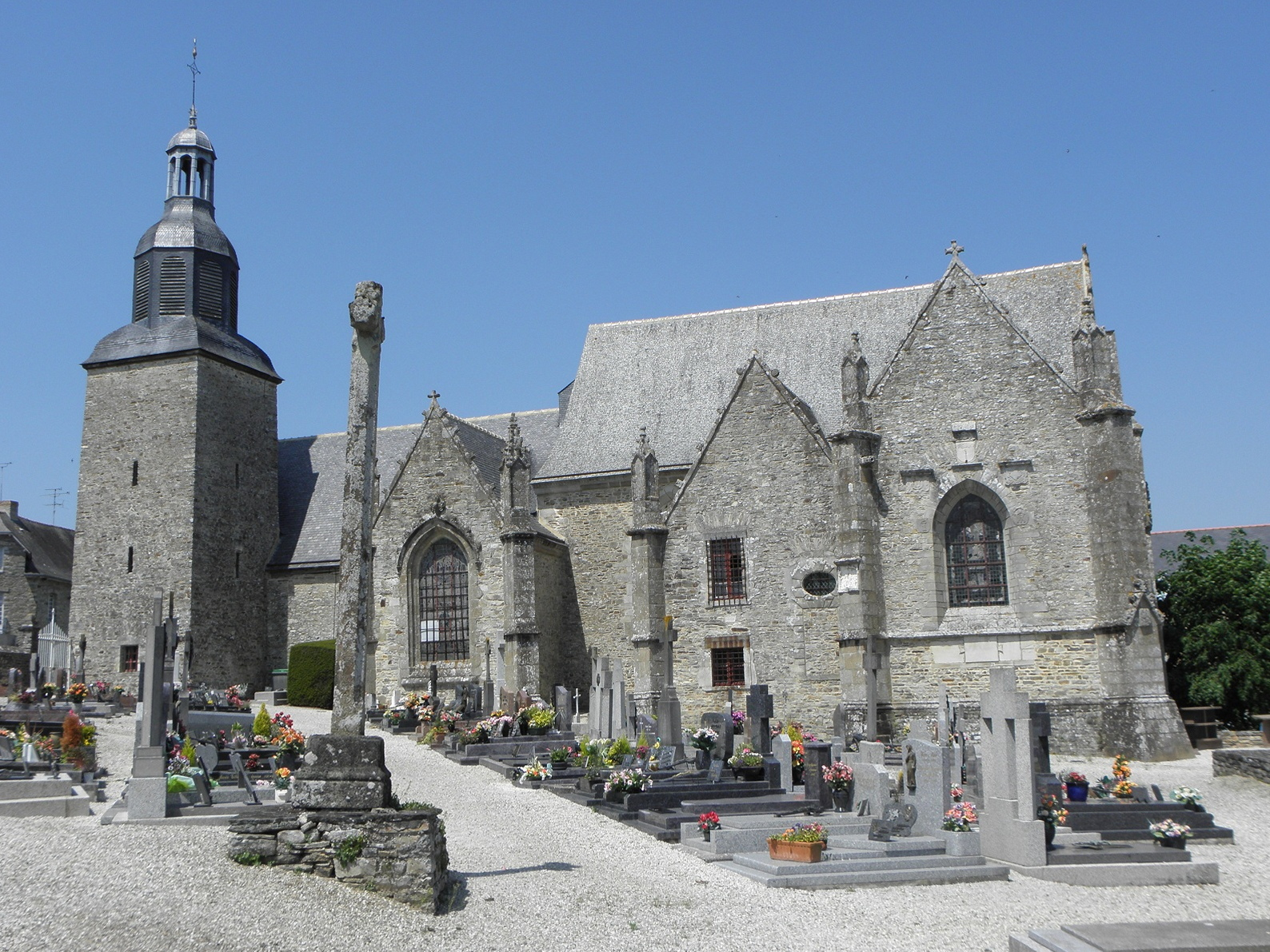
Collégiale Sainte-Madeleine

1. ↑  Populations de référence 2022.